# Campanulotes bidentatus
Campanulotes bidentatus är en insektsart. Campanulotes bidentatus ingår i släktet klocklöss, och familjen fjäderlöss. Utöver nominatformen finns också underarten C. b. compar.